# José Pinto
Juan José Alfonso Pinto (Casillas de Flores, Salamanca, 1961-ibidem, 27 de febrero de 2019), más conocido como José Pinto, fue un ganadero español, conocido por su participación en los programas de televisión ¿Quién quiere ser millonario?, Pasapalabra, Saber y ganar y ¡Boom!, consiguiendo en este último junto a su equipo, Los Lobos, el Premio Guinness de permanencia de forma ininterrumpida en un concurso de televisión, al permanecer en él en ese momento 373 programas (16 de mayo de 2017 - 10 de octubre de 2018).

## Vida personal
Nacido en 1961, Pinto era el tercero de siete hermanos y se crio en la localidad salmantina de Casillas de Flores, pueblo situado a tan solo tres kilómetros de la frontera con Portugal. Su madre era una maestra de origen portugués. Cursó estudios de EGB y B.U.P. para posteriormente iniciar una licenciatura de veterinaria, la cual tuvo que abandonar en su primer año por motivos laborales y familiares. Fue ganadero de vaca blanca charolesa en la comarca de Ciudad Rodrigo, soltero y sin hijos.

## Concursante de televisión
Su primer paso en televisión fue en ¿Quién quiere ser millonario?. Posteriormente participó en Pasapalabra y, tras cuatro programas, Pinto participó en Saber y ganar, donde fue «magnífico» en 2016 y obtuvo 68 460 euros en 98 programas, una de las mayores ganancias de la historia del concurso.
Su popularidad aumentó como componente del equipo Los Lobos en ¡Boom!, junto a otros tres exconcursantes de Saber y ganar: Valentín Ferrero, Manu Zapata y Erundino Alonso. En dicho programa estuvo casi dos años y 373 programas, en los que logró, junto con su equipo, el 10 de octubre de 2018, el Premio Guinness de permanencia de forma ininterrumpida en un concurso de televisión, ya que en ese momento llevaba 327 programas. Aparte, consiguió 470 000 euros como parte proporcional del premio acumulado por Los Lobos. Su último programa en ¡Boom! fue el 18 de diciembre de 2018, ya que al día siguiente lo abandonó, e indicó que entre los motivos para hacerlo estaba el cansancio. Fue sustituido a partir del 19 de diciembre por Alberto Sanfrutos.
En 2018 protagonizó una campaña publicitaria para Caja Rural de Salamanca vestido como James Bond, que decía: «Mi nombre es Pinto, José Pinto».

## Fallecimiento
Pinto fue encontrado muerto el 27 de febrero de 2019, tras sufrir un infarto de miocardio. Tenía 57 años. El Ayuntamiento de su localidad natal instaló el mismo día la capilla ardiente, y el entierro tuvo lugar al día siguiente por la tarde en el mismo pueblo.
Estaba previsto que fuera pregonero en el Carnaval del Toro de Ciudad Rodrigo el 1 de marzo, pero tras su muerte el consistorio decidió cancelar el pregón como señal de luto y homenaje.